# Гигант Силва
Паулу Сезар да Силва (исп. Paulo César da Silva) — бразильский бывший игрок национальной сборной Бразилии по баскетболу, а позднее боец смешанных единоборств и рестлер, более известный под именем Гигант Сильва. Известный своим огромным ростом, в 2014 году он был назван шестым самым высоким рестлером в истории.

## Биография
Сильва родился 21 июля 1963 в Сан-Паулу. Свою спортивную карьеру он начал с игрового вида спорта, играл в баскетбол, но затем пришел в рестлинг. Большую часть поединков он провел в Японии. Дебют Гиганта состоялся в 1997. Он проводил бои в Pride Fighting Championships и K-1 Dynamite в MMA он провел 8 боев и выиграл всего 2 поединка.

## Карьера в баскетболе
В 1980-х годах Силва профессионально занимался баскетболом. Принимал участие в баскетбольном Олимпийском турнире 1988 года в Сеуле как Паулао да Силва. Глядя на аргентинского гиганта Хорхе Гонсалеса и его карьеру в спорте, также начал выступать за баскетбольную сборную страны. С ростом 219 см да Силва был запасным центровым команды Бразилии под номером 13.

## Карьера в рестлинге

### Выступления в WWF (1998—1999)
После получения профессионального статуса в 1997 году, Силва подписал контракт с федерацией WWE. После дебюта получил прозвище Гигант Силва и присоединился к команде «Странности». Большую часть времени Силва был в углу Голга и Курргана. Его самым запоминающимся выходом являлась победа в SummerSlam 1998 года над Каентаем 3 против 4. С 1999 года в промоушене WWE Силва не выступал.

### Consejo Mundial de Lucha Libre (1999—2003)
В 1999 года да Силва присоединился к мексиканскому промоушену Consejo Mundial de Lucha Libre и стал называться Gigante Silva. Его представил рестлер-карлик Цуки (англ. Tzuki), а вскоре он стал союзником tecnicos, которые боролись с превосходящими по численности rudos.
Также партнерами Силвы выступали Shocker, Dr.Wagner, а соперниками — Гигант Сингх, Shibata, Puma Inoue.

### Японский промоушен New Japan Pro Wrestling and Hustle (2001—2008)
В 2001 году да Силва присоединился к японской федерации профессионального рестлинга New Japan Pro-Wrestling, в которой дебютировал 12 августа 2001 года в качестве члена команды Масакиро Коно Team 2000. В команде его партнером стал знакомый по другом промоушену Гигант Сингх, которые в паре стали называться Club 7. Да Силва дебютировал в промоушене на турнире G1 World Climax, где он стал четвёртым с 4 очками. Вместе с Сингхом они дебютировали на событии Indicate of Next, которое прошло 8 октября 2001 года, где они победили Хироси Танахаси, Кензо Судзуки, Ютаку Юсире и Ватару Инуэ в матче 4 против 2.

### Независимые выступления (2008—2010)
Силва также появлялся в промоушене National Wrestling Superstars.

## Смешанные единоборства
После начала сотрудничества с New Japan Pro Wrestling Силва подписал контракт с компанией Dream, которая занималась раскруткой профессионального рестлинга и смешанных единоборств. В том числе компания организовывала одно из крупнейших событий Pride Fighting Championships, а турниры проходили в Японии. В этот период Силва некоторое время тренировался с членами клана Грэйси. С ними он занимался основами бразильского джиу-джитсу, а затем дебютировал в турнире Pride Shockwave 2003 против бывшего прорестлера Хита Херринга. Силва довел бой с более опытным бойцом до третьего раунда, отбивая удары противника ногами, а также дважды отправив его на канвас. Однако Херрингу удалось выбраться и он провёл болевой приём — удушение сзади, после чего Силва был вынужден сдаться.
В апреле 2004 года Силва в рамках турнира Heavyweight Grand Prix встретился с сумоистом Генри Миллером (Сенторю), который был немного легче самого Силвы, однако его рост составлял всего 175 см против заявленных 230 у Силвы. Генри удалось провести проход в одну ногу и совершить тейкдаун, после чего он начал добивание в граунд-энд-паунд, что было единственным правильным решением при такой разнице в росте. Позиция сверху ничего не дала Миллеру, так как он не мог провести акцентированных ударов и по-прежнем не доставал до головы Силвы. В итоге Миллеру удалось получить боковой контроль, однако Силва перевернул его и в свою очередь провёл кимуру. В итоге, Силва одержал первую победу в MMA и прошёл во второй раунд, где встретился с бывшим прорестлером и мастером дзюдо Наоя Огавой. Огава практически сразу провёл тейкдаун и из позиции грануд-энд-паунд наносил удары, в итоге бой для Силвы закончился техническим нокаутом.
В следующем турнире против Силвы вышел ещё один бывший профессиональный рестлер, Такахаси Сугиура, представляющий Pro Wrestling NOAH. Он был гораздо легче и ниже Силвы. В начале первого раунда бойцы начали присматриваться друг к другу, выкидывая единичные удары руками, в основном обозначая атаку. Затем Сугиура совершил проход в одну ногу и прижал Силву к канатам, после чего совершил тейкдаун. После того, как Силва оказался зажатым в углу, Сугиура попытался забрать руку противника и несколько раз пробивал, однако судья решил переместить бойцов в центр ринга, а Силва остался на канвасе. Сугиура по-прежнему пытался поймать руку и пробивал единичные удары, после чего встал и пробил коленями. Ему удался граунд-энд-паунд из которого он пробивал Силве в голову с двух рук, добавляя коленями. В итоге на третьей минуте судья решил остановить бой, а Силва вновь проиграл более лёгкому сопернику техническим нокаутом. Матч получился неоднозначным, так как после него началась драка, а Силву сдерживали несколько партнеров по команде.
В декабре 2004 года в рамках события PRIDE Shockwave 2004 Силва встретился с корейцем Чхве Му Бэ, который также был намного легче и ниже Силвы. Бой начался с агрессивных наскоков Силвы с ударами, от которых кореец уклонялся. Чхве начал клинчевать, а затем перевёл Силву на канвас. Кореец начал добивать Силву в граунд-энд-паунд, однако тому удалось вывернуться, в итоге судья поднял бойцов в стойку. Однако на ногах бой продолжался недолго — сработало уже известное оружие против гиганта — проход в одну ногу и тейкдаун. Несмотря на то, что Силва стал гораздо лучше защищаться против граунд-энд-паунда, Чхве наносил одиночные удары в голову и готовил проход. После бокового контроля от корейца начались удары локтями и коленями в корпус, от чего Силва не мог защищаться. Также кореец пробивал в голову и печень. Как и в предыдущем бою, судья решил переместить бойцов в центр ринга, а здесь Силва был близок к опрокидыванию соперника на спину, однако не смог завершить движение и в итоге оказался в худшем положении. Чхве удалось забрать шею и он пытался провести удушение через руку, в итоге гигант проиграл удушением треугольником.

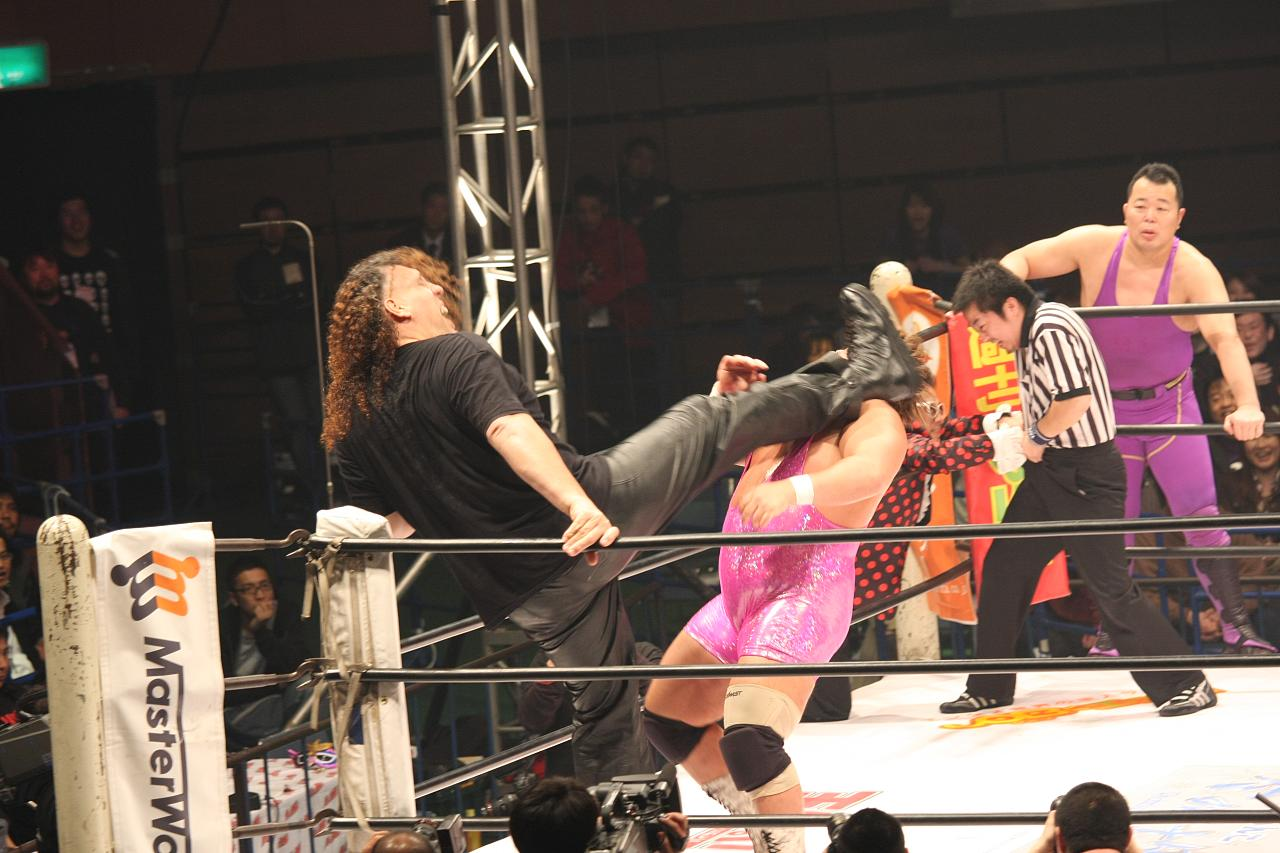
Силва показывает ногу Ютаке Ёси

В рамках следующего турнира PRIDE Shockwave 2005 Силва встретился с английским бойцом Джеймсом Томпсоном. Уже на первых секундах боя Томпсон ударами отправил Силву на канвас, где продолжил добивание. Так как Силва наполовину оказался за канатами ринга, судьи остановили бой и подняли бойцов в стойку. Бой возобновился, на этот раз Силве удалось поймать бегущего на него с ударами Томпсона, однако он не смог его удержать и Томпсон провёл тейкдаун и получил боковой контроль, после чего начал добивать лежащего Силву соккер-киками и ударами. Также Томпсон подключил колени, а закончил вновь соккер-киками. В итоге на 1:28 боя судья остановил поединок, в котором Томпсон победил техническим нокаутом.
2 апреля 2006 года Силва провёл бой с Икухисой Миновой, которому проиграл в первом раунде техническим нокаутом после ударов коленями.
31 декабря 2006 года Силва встретился с более тяжёлым соперником, бывшим Ёкодзуной сумоистом Акэбоно в рамках турнира K-1 Premium 2006. Силва попытался встречать сумоиста ударами в стойке, однако Акэбоно чуть не опрокинул его через канаты и заклинчевал. Силва разорвал захват и стоя начал проводить кимуру, после чего бойцы упали, причем Акэбоно упал на спину, а Силва завершил болевой, что принесло ему победу. Для Акэбоно это был четвёртый бой в смешанных единоборствах, причем во всех четырёх он проиграл. Для Силвы это был второй болевой и вторая победа в MMA, после чего он завершил карьеру с результатом 2-6.

## Статистика в смешанных единобороствах
| Боёв 8   | Побед 2 | Поражений 6 |
| -------- | ------- | ----------- |
| Нокаутом | 0       | 4           |
| Сдачей   | 2       | 2           |

| Результат | Рекорд | Соперник         | Способ                     | Турнир                        | Дата            | Раунд | Время | Место           | Примечание |
| --------- | ------ | ---------------- | -------------------------- | ----------------------------- | --------------- | ----- | ----- | --------------- | ---------- |
| Победа    | 2-6    | Таро Акэбоно     | Сдача (кимура)             | K-1 PREMIUM 2006 Dynamite!!   | 31 декабря 2006 | 1     | 1:02  | Осака, Япония   |            |
| Поражение | 1-6    | Икухиса Минова   | TKO (колени)               | Pride Bushido 10              | 2 апреля 2006   | 1     | 2:33  | Токио, Япония   |            |
| Поражение | 1-5    | Джеймс Томпсон   | TKO (соккеркики)           | PRIDE Shockwave 2005          | 31 декабря 2005 | 1     | 1:28  | Сайтама, Япония |            |
| Поражение | 1-4    | Чхве Му Бэ       | Сдача (треугольник руками) | PRIDE Shockwave 2004          | 31 декабря 2004 | 1     | 5:47  | Сайтама, Япония |            |
| Поражение | 1-3    | Такахаси Сугиура | TKO (удары)                | PRIDE Bushido 4               | 19 июля 2004    | 1     | 2:35  | Нагоя, Япония   |            |
| Поражение | 1-2    | Наоя Огава       | TKO (удары)                | PRIDE Critical Countdown 2004 | 20 июня 2004    | 1     | 3:29  | Сайтама, Япония |            |
| Победа    | 1-1    | Генри Сенторю    | Сдача (кимура)             | PRIDE Total Elimination 2004  | 25 апреля 2004  | 1     | 4:04  | Сайтама, Япония |            |
| Поражение | 0-1    | Хит Херинг       | Сдача (удушение сзади)     | PRIDE Shockwave 2003          | 31 декабря 2003 | 3     | 0:35  | Сайтама, Япония |            |

## Достижения
- Consejo Mundial de Lucha Libre
  - Torneo de Trios (2001) — с Ла Фиера
- New Japan Pro Wrestling
  - Teisen Hall Six-Man Tournament (2002) — с Масахиро Тёно и Гигантом Сингхом[12]